# Dominik Radić
Dominik Radić (Hannover, 26 luglio 1996) è un calciatore croato, attaccante del Njarðvík.